# Roncus ciobanmos
Espèce
Roncus ciobanmos est une espèce de pseudoscorpions de la famille des Neobisiidae.

## Distribution
Cette espèce est endémique de Roumanie. Elle se rencontre à Mangalia dans la grotte de Movile.

## Description
Les femelles mesurent de 2,93 à 3,84 mm.

## Publication originale
- Ćurčić, Poinar & Sarbu, 1993 : New and little-known species of Chthoniidae and Neobisiidae (Pseudoscorpiones, Arachnida) from the Movile Cave in southern Dobrogea, Romania. Bijdragen tot de Dierkunde, vol. 63, no 4, p. 221-241.